# 파주군 (1988년 선거구)
파주군은 대한민국의 옛 국회의원 선거구이다. 당시 경기도 파주군을 관할했다.

## 역사
대한민국 제13대 국회의원 선거를 앞두고 파주군·고양군 선거구에서 분리되어 신설되었다. 
1996년 3월 1일을 기해 파주군이 파주시로 승격되었다. 이에 제15대 국회의원 선거를 앞두고 파주군 선거구가 파주시 선거구로 개편되면서 폐지되었다.

## 역대 국회의원
| 선거   | 정당 | 정당         | 의원   |
| ------ | ---- | ------------ | ------ |
| 1988년 |      | 신민주공화당 | 최무룡 |
| 1992년 |      | 민주자유당   | 박명근 |

## 역대 선거 결과

### 대한민국 제13대 국회의원 선거
|  | 41.80% |

|  | 41.47% |

|  | 7.21% |

|  | 6.88% |

|  | 2.62% |

### 대한민국 제14대 국회의원 선거
|  | 47.34% |

|  | 27.85% |

|  | 19.88% |

|  | 2.57% |

|  | 2.33% |